# Squadra Unificata ai Giochi della XXV Olimpiade
La Squadra Unificata partecipò ai Giochi della XXV Olimpiade, svoltisi a Barcellona, Spagna, dal 25 luglio al 9 agosto 1992, con 475 atleti impegnati in ventisette discipline. Si trattò di una rappresentanza unitaria di dodici ex repubbliche sovietiche (Estonia, Lettonia e Lituania gareggiarono separatamente).

## Medaglie
| Medaglia | Nome              | Sport                 | Evento           |
| -------- | ----------------- | --------------------- | ---------------- |
| Oro      | Squadra Unificata | Ginnastica aritistica | Torneo femminile |
| Oro      | Squadra Unificata | Ginnastica aritistica | Torneo maschile  |
| Oro      | Squadra Unificata | Pallacanestro         | Torneo femminile |
| Bronzo   | Squadra Unificata | Pallanuoto            | Torneo maschile  |

## Risultati

### Ginnastica artistica
- Uomini

| Atleta | Classifica |
| --- | ---------- |
| Squadra Unificata - Ginnastica ai Giochi della XXV OlimpiadeIgor' Korobčinskij, Grigorij Misjutin, Vital' Ščėrba, Rustam Šaripov, Aleksej Voropaev | Oro        |

- Donne

| Atleta | Classifica |
| --- | ---------- |
| Squadra Unificata - Ginnastica ai Giochi della XXV OlimpiadeS'vjatlana Bahinskaja, Oksana Čusovitina, Rozalia Galiyeva, Elena Grudneva, Tetjana Hucu, Tetjana Lysenko | Oro        |

### Pallacanestro
- Uomini

| Atleta | Classifica |
| --- | ---------- |
| Squadra Unificata - Pallacanestro ai Giochi della XXV Olimpiade - Torneo maschile4 Vētra, 5 Bazarevič, 6 Miglinieks, 7 Gorin, 8 Panov, 9 Tichonenko, 10 Berežnyj, 11 Nosov, 12 Sucharev, 13 Qadaşev, 14 Volkov, 15 Belostennyj, All. Jurij Selichov | 4°         |

- Donne

| Atleta | Classifica |
| --- | ---------- |
| Squadra Unificata - Pallacanestro ai Giochi della XXV Olimpiade - Torneo femminile4 Žyrko, 5 Baranova, 6 Gerlic, 7 Tornikidu, 8 Švajbovič, 9 Tkačenko, 10 Minch, 11 Chudašova, 12 Sumnikova, 13 Šakirova, 14 Zasul'skaja, 15 Zabolueva, All. Evgenij Gomel'skij | Oro        |

### Pallanuoto
| Atleta | Classifica |
| --- | ---------- |
| Squadra Unificata - Giochi olimpici - Barcellona 19921 Šaranov, 2 Ogorodnikov, 3 Vdovin, 4 Kozlov, 5 Naumov, 6 Belofastov, 7 Kolotov, 8 Apanasenko, 9 Gorškov, 10 Markoč, 11 Kovalenko, 12 Karabutov, 13 Čigir', CT: Boris Popov | Bronzo     |